# Богачевський Данило Сильвестрович
Данило Сильвестрович Богачевський (16 серпня 1890, Манаїв, Золочівський повіт, Австро-Угорщина — 11 вересня 1985, Вашингтон, США) — адвокат, громадський діяч, вчений.

## Життєпис
Закінчив Академічну гімназію у Львові (1908) і правничий факультет Львівського університету (1913). 
Служив в австрійській армії в чині лейтенанта і в Українській галицькій армії. У 1921 році розпочав адвокатську кар'єру: Рожнятів на Станіславщині, Сокаль на Львівщині. У 1930—1944 рр. — адвокат у Раві-Руській. Очолював філії товариств «Просвіта», «Рідна школа», «Сільський господар», «Народний дім». Під час німецької окупації був головою Українського допомогового комітету в Раві-Руській.
З 1944 року Б. в еміграції спочатку в Німеччині, потім в США. Засновник, перший та багатолітній голова осередку Наукового товариства імені Шевченка у Філадельфії (1957—1967), голова Академічного товариства «Основа», автор багатьох статей і спогадів «На возі і під возом» (Торонто,1976), більше третини яких присвячені історії, суспільному та культурному життю Рави-Руської.
Помер 11 вересня 1985 року у Вашингтоні, похований у Філадельфії.